# Сан-Віктор (Беліз)
Сан-Віктор (англ. San Victor) — поселення на півночі Белізу, в окрузі Коросаль, на південний захід від адміністративного центру краю, майже на межі з Мексикою.

## Розташування
Сан-Віктор знаходиться неподалік узбережжя Карибського моря і його затоки-бухти Четумаль, зокрема бухти Коросаль. Поруч поселення знаходиться велике прісноводне озеро Сапоте Лагуна (Sapote Lagoon). Місцевість навколо Сан-Віктора рівнинна, помережена невеличкими річками та болотяними озерцями, а село стоїть поруч найбільшої водної артерії краю — Ріо-Ондо (Río Hondo).

## Населення
Населення за даними на 2010 рік становить 962 осіб. З етнічної точки зору, населення — це суміш, метиси, креоли та майя.
| Рік       | 2000 | 2010 |
| --------- | ---- | ---- |
| Населення | 642  | 962  |

## Клімат
Сан-Віктор знаходиться у зоні тропічного мусонного клімату. Середньорічна температура становить +24 °C. Найспекотніший місяць квітень, коли середня температура становить +26 °C. Найхолодніший місяць січень, з середньою температурою +21 °С. Середньорічна кількість опадів становить 3261 міліметрів. Найбільше опадів випадає у жовтні, в середньому 404 мм опадів, самий сухий квітень, з 46 мм опадів.